# Coximalco
Coximalco är en ort i Mexiko.   Den ligger i kommunen Mixtla de Altamirano och delstaten Veracruz, i den sydöstra delen av landet, 240 km öster om huvudstaden Mexico City. Coximalco ligger 2 089 meter över havet och antalet invånare är 384.
Terrängen runt Coximalco är kuperad åt sydväst, men åt nordost är den bergig. Runt Coximalco är det ganska tätbefolkat, med 199 invånare per kvadratkilometer. Närmaste större samhälle är Zongolica, 10,8 km norr om Coximalco. I omgivningarna runt Coximalco växer huvudsakligen savannskog.